# Eugénie les larmes aux yeux
Eugénie les larmes aux yeux est un roman d'Éric Deschodt publié le 1er septembre 1985 aux éditions Jean-Claude Lattès et ayant reçu le Prix des Deux Magots l'année suivante, ex æquo avec Le Témoin de poussière de Michel Breitman.

## Éditions
- Eugénie les larmes aux yeux, éditions Jean-Claude Lattès, 1985  (ISBN 270960423X).